# Бакулин, Ювеналий Алексеевич
Ювена́лий Алексе́евич Баку́лин (1903 — ?) — советский партийный и государственный деятель, 1-й секретарь Андижанского областного комитета КП(б) Узбекистана (1942—1944).

## Биография
Член ВКП(б) с 1931 года.
Находился на ответственной партийной работе в Узбекской ССР, работал заместителем заведующего сельскохозяйственного отдела ЦК КП(б) Узбекистана.
До 1942 года — 1-й секретарь Организационного бюро ЦК КП(б) Узбекистана по Андижанской области. В 1942—1944 годах — 1-й секретарь Андижанского областного комитета КП(б) Узбекистана. Был снят с должности как «не справившийся с работой».
В сентябре 1945—1947 года — 2-й секретарь Житомирского областного комитета КП(б)У. В 1947 — 9 мая 1950 г. — 2-й секретарь Полтавского областного комитета КП(б)У. Депутат Верховного Совета УССР 2-го созыва.
Затем — на ответственной работе в Министерстве хлопководства СССР.

## Награды
- Орден «Знак Почета» (21 января 1939) — за выдающиеся успехи в сельском хозяйстве и особенно за перевыполнение плана по хлопку
- Орден Трудового Красного Знамени (23 января 1946)